# Zabolai református templom

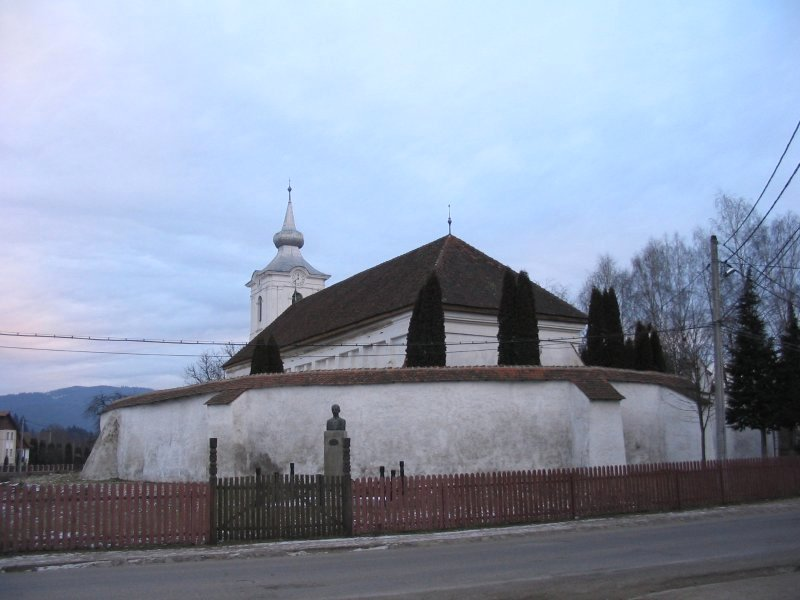
Zabolai református templom

A zabolai református templom a község központjában látható. Háromszék egyik legnagyobb műemlék épülete  napjainkig megörízte eredeti formáját. 

## A templom története
A falut először 1466-ban Zabola néven említették az oklevelek. 
A templom eredetéről és építési idejéről nem számolnak be a korabeli dokumentumok. 
A műemlék épület azonban megmutatja a korát, magas falakkal körülvett gótikus stílusban készült 14. századi alkotás.
A déli kapu a 16. század első felében készült, a harangokat 1588-ban és 1644-ben öntötték.
A templomot 1753-ban kibővítették, az épület akkor nyerte el mai formáját. Az eltávolított boltozatot  1752-ben 100 kazettás festett mennyezettel helyettesítették.
A vár egykori kaputornya helyére 1778-ban újat építettek, amelyet az 1802-es földrengés romba döntött. Az új tornyot az 1838-as földrengés után lebontották, 1847-ben felépítették a mai harangtornyot.
A templom 15. századi várfalát 1828-ban letörpítették, és kívülről 9 támpillérrel erősítették meg.

## A templom leírása
A magas, ovális várfallal körülvett udvar közepén áll a 15. századi gótikus műemlék épület. 
A templomnak a nyugati és a déli oldalán portikusszal ellátott szép vonalú reneszánsz kőkeretű bejárata van. A déli portikusz késő barokk alkotás, amely az 1802-es földrengés után készült. 
Az épület  egykori gótikus boltozatának maradványai az oldaltámpillérek, amelyeknek egy része emberfejes faragású. A boltozatot a hajó és a szentély fölött  eltüntették. Megmaradt a poligon záródású szentély, a csúcsíves diadalív, valamint a déli oldal 5 csúcsíves ablaka. A kórus kisebb ablaka  köríves, amelynek  kettős körív fölé helyezett környílása van.
Az épület támpilléreken és ívgerendákon nyugvó felső részének falaiba lőréseket építettek. 
A templom  15. századi hajó és szentély részét reneszánsz kazettás mennyezet fedi. 
Épségben áll a 16. század első felében faragott késő gótikus, kora reneszánsz szentségtartófülke, valamint a déli ajtó kőkerete, amely Székelyföld  egyik legszebb kora reneszánsz emléke. 
Felirata egy századdal későbbi: H. de Toria 1602.
A templom 5 ablaka gótikus stílusú, a tabernákulum és a déli portálé a gótika és reneszánsz közötti átmenet jegyeit hordozza. 
A mérműves, nagy gótikus ablakok elegendő fényt biztosítanak a hajó és az egykori szentély mennyezetét teljesen beborító mintegy száz festett kazetta megvilágítására. A szentély kazettái  1759-ben készültek, a hajón valamivel később 1772-ben helyezték el.
A kazettatükör feltűnően nagy kiterjedésű, az ábrázolások gazdag rajzolatúak, igen erőteljes a minták kontúrozása, valamint változatos és élénk a színviláguk. Az ábrák szinte kizárólag növénymotívumokat tartalmaznak, az egyetlen figurális kazetta a magyar képírásos hagyományban gyakori kétfejű madarat ábrázol, amely a tavaszi napéjegyenlőség, a Kos csillagjegy és a robbanásszerű újjászületés képjele.  Hasonló festett mellvédkazetták díszítik az orgonakarzatot is. 
A zabolai templom kazettáinak egységes összképe, a színes részletek és az általános jó állapot az erdélyi virágos reneszánsz legmagyarosabb változatát képviselik, ugyanakkor a magyar festett kazettakincs egyik leglátványosabb emlékei.
Az 1977-es földrengés után egy 15. századi, késő gótikus kőkeretű sekrestyeajtó, egy másik kis szentségtartó, valamint egy régi, festett felirattöredék is előkerült.

## A templom várfala és tornya
A zabolai templomot egyetlen, ovális alaprajzú várfal övezi, amelynek délkeleti oldalán a bejárat felől a torony látható. A védőfal a 16. század elején már készen állott, feltehetően a 15. század végén, esetleg a 16. század elején épített templom védelmére húzták fel. 
Eredeti állapotában a templomfedél csúcsáig magasodott, de 1838-ban megtörpítették, így a várfal lőréseit,  védőfolyosóját a lebontáskor megsemmisítették. 
A falakat kívülről vastag támpillérek erősítik, amelyeket utólag építettek a várfalhoz. A délnyugati oldalon a 19. században egy tágas kaput vágtak, amelynek homlokzatán az 1836-os évszám van feltüntetve. Az északi oldal egy közel 10 méteres szakaszának vékonyabb fala van, ez valószínű egy földrengés utáni javítás eredménye. A várfalak, a kaputorony és a védelmi emelet építése a 16. század elejére, de legkésőbb a század közepére tehető. A kaputoronyban helyezhették el az 1588-as évszámú harangot is. 
A keleti oldal bejárata felett barokk hagymakupolával fedett torony áll, amelyet Basa Tamás Háromszék főkapitánya 1666-ban újraépíttetett, a 17. század végén pedig Bethlen Mihály tovább magasíttatott. Az egykori kaputorony helyére 1778-ban újat építtettek, akkor helyezték el a torony gombjába a templom épületére vonatkozó szöveget is.
A mai, bádogsisakkal fedett hangablakos, nyugati és keleti oldalán egy-egy kerek világosító ablakkal ellátott tornyot 1847-ben építették.
A középkori várfal maradványa ma közel 4 méter magas. Szuroköntők vagy lőrések nem maradtak fenn rajta, mivel 1838-ban a falak védművel ellátott felső részét lebontották. A falak vastagsága az alapnál 1,80 méter széles, így méltán sorolható a vastagfalú háromszéki erődítmények közé.
A torony legnagyobb harangja 1644-ben készült az alábbi felirattal: 
„Haec campana fundi fecit Gen(erosus) Dom(inus) Tom(as) Bassa de Zabola, Judex supr. Trium Sedium Siculicali. Anno 1644", vagyis
„Ezt a harangot öntette kegyelmes Zabolai Basa Tamás Székely Háromszék főbírája 1644-ben".
A templomkertben a nagyszebeni csatában elesett Mikes Kelemen honvédezredes síremléke látható. 

## Külső hivatkozások
- Erdélyi gyopár 2008/4